# Koji Miyoshi

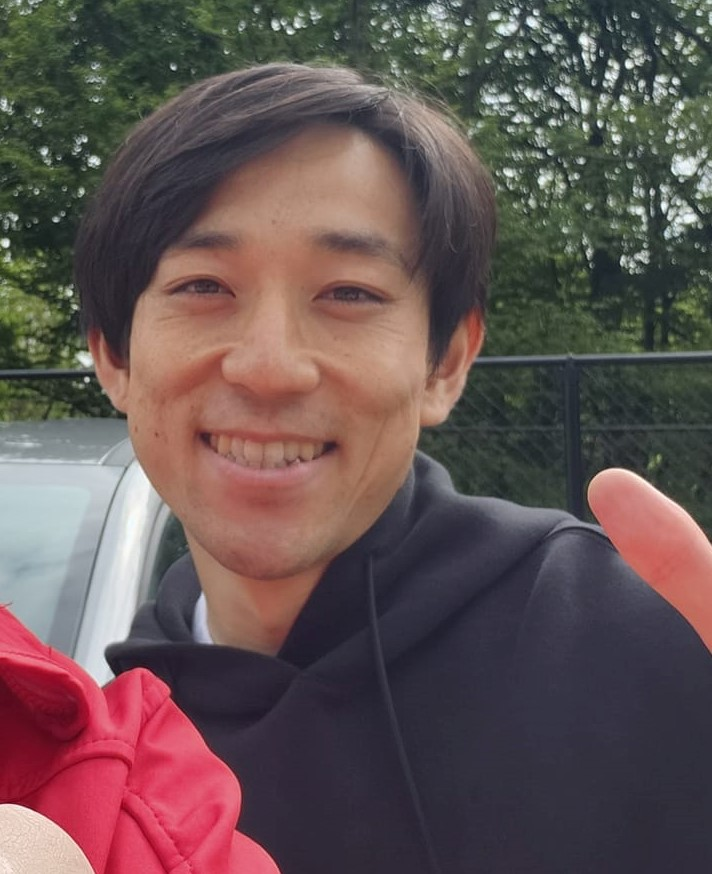
Koji Miyoshi em 2023.

Koji Miyoshi (Kawasaki, 26 de março de 1997) é um futebolista japonês que atua como meio-campista. Atualmente joga no Bochum.

## Seleção Japonesa
Em outubro de 2013, Miyoshi foi convocado para a seleção do Japão Sub-17 para a Copa do Mundo Sub-17 de 2013. Ele disputou 3 partidas e o Japão foi eliminado nas oitavas-de-final perdendo para a Suécia por 2 a 1. Em maio de 2017, ele foi convocado para o Japão Sub-20 para a disputa da Copa do Mundo Sub-20 de 2017. Neste torneio, ele jogou 3 partidas.
Em 24 de maio de 2019, Miyoshi foi convocado pelo técnico japonês Hajime Moriyasu para participar da Copa América de 2019, disputada no Brasil. Ele fez sua estréia em 17 de junho de 2019 no jogo contra o Chile, como substituto aos 66 minutos, no lugar de Daizen Maeda. Em seu segundo jogo, marcou 2 gols contra o Uruguai, no empate por 2 a 2, no dia 20 de junho de 2019.

## Títulos
Kawasaki Frontale
- J-League: 2017

Consadole Sapporo
- J-League: 2019

Royal Antwerp
- Campeonato Belga: 2022–23
- Copa da Bélgica: 2019–20, 2022–23